# 紅龍號太空船
紅龍號太空船（Red Dragon）是SpaceX研發中的低成本火星探測器，將使用獵鷹系列運載火箭發射升空。紅龍號太空船將是以後火星探測及殖民任務的運輸工具，太空探索科技公司將在2016年九月公佈更多細節 。
紅龍號太空船將發射至火星表面進行採樣，同時測試人類進入火星大氣層的技術。這個想法在2011年發表，預計在2013年和2015年推動，目標是在2022年由美國國家航空航天局發射至火星，但是計畫最終沒有通過。太空探索科技公司在2016年4月27日宣布，他們將於2020年發射紅龍號太空船至火星，美國國家航空航天局將提供技術支援。

## 歷史
太空探索科技公司與美國國家航空航天局的艾姆斯研究中心（英语：Ames Research Center）曾在2011年參與尋找火星上存在生命證據（生物信號）任務的可行性研究。太空探索科技公司的天龍號可以運送貨物，天龍2號計劃攜帶太空人往返國際太空站。紅龍號太空船設計需要修改，以運送貨物、太空人至火星，並成為載人火星任務的先驅。

## 2011年任務概念
2011年設計概念被稱為紅龍號，它將改造3.6米（12英尺）直徑的天龍號模組，質量6.5噸（14,000磅）、內部體積7立方米（250立方英尺），火星著陸酬載高達1噸（2,200磅）。計畫往地下鑽探大約1.0米（3.3英尺），獲得存在火星地下的水冰樣本。2011年發射成本預計將低於4億美元，運載火箭和著陸器成本預計1億5千萬至1億9千萬。
美國國家航空航天局艾姆斯研究中心提出的目標包含：
科學目標
- 搜索過去和現在的生命存在（生物標幟）的證據
- 評估地下的可居住性
- 了解地面冰的源頭、分佈和組合
- 利用地面的冰來了解過去氣候

人類登陸火星目標
- 人類進入火星，下降和登陸火星（EDL）任務示範
- 評估灰塵、風化層和地下冰的潛在危害
- 探測自然資源
- 探測地下資源及其路徑
- 進行就地資源利用（In Situ Resource Utilization）示範：水資源利用和推進劑生產

## 2014年任務概念
2014年一份有關2021年美國國家航空航天局資助的紅龍號計畫研究表明，它可以讓美國國家航空航天局花費低成本來實現火星樣品返回地球。在這個概念中，紅龍號太空船將配備火星樣品返回系統，包括火星下降裝置（MAV），地球返回裝置（ERV）所需的系統和硬體並轉移先前登陸的火星車採集的樣本，例如美國國家航空航天局的火星2020探測車任務。美國國家航空航天局將樣品轉移到高地球軌道，另一個單獨的火星任務則取回樣品並返回地球。無論是2011年還是2014年任務概念，美國國家航空航天局從來沒有給予資金援助。

### 改變
隨著時間的推移，紅龍號太空船觀念發生變化，但是基本思想仍然不變：使用修改後的紅龍號太空船進行初步無人火星探測任務。運載火箭為獵鷹重型火箭，而非2011年概念建議的獵鷹9號火箭；太空船設計則以天龍2號為藍本，而不是2011年提出的天龍號概念。
2016年5月，太空探索科技公司計劃在2016年12月首次發射獵鷹重型火箭，天龍2號計劃在2016年和2017年進行飛行測試。
此外，紅龍號太空船已經成為私人資助的火星任務，各種商業性太空運輸以及潛在政府採購可能性都存在。美國航空航天局僅同意提供技術支持。

## 登陸火星任務
2016年4月27日，太空探索科技公司宣布該公司計劃在2018年發射紅龍號太空船著陸火星，更多細節預計在2016年9月公開。
美國國家航空航天局也將參與在技術交流換取太空探索科技公司獲得的紅龍號太空船進入火星，下降和登陸數據，美國國家航空航天局將提供紅龍號太空船技術支持。截至2016年，美國國家航空航天局預計花費3,000萬美元公共預算支出在監督該任務有關的員工及設備支出。

## 外部連結
- 维基共享资源上的相關多媒體資源：紅龍號太空船
- Red Dragon: Low-Cost Access to the Surface of Mars Using Commercial Capabilities （页面存档备份，存于） 有關紅龍號太空船火星探測的概念及計畫, 2012年6月12日–14日,德州休士頓，LPI Contribution No. 1679, id.4315
- Red Dragon-MSL Hybrid Landing Architecture for 2018 （页面存档备份，存于） 有關紅龍號太空船火星探測的概念及計畫, 2012年6月12日–14日,德州休士頓，LPI Contribution No. 1679, id.4216